# Osniel Melgarejo
Osniel Lazaro Melgarejo Hernández (Sancti Spíritus, 18 de dezembro de 1997) é um jogador de voleibol cubano que atua na posição de ponteiro.

## Carreira
Osniel Melgarejo é membro da seleção cubana de voleibol masculino. Em 2016, representou seu país nos Jogos Olímpicos de Verão no Rio de Janeiro, que ficou em 11º lugar.

## Premiações individuais
- 2018: Copa Pan-Americana Sub-23 – Melhor ponteiro e melhor sacador
- 2019: Campeonato Argentino – Melhor ponteiro e maior pontuador
- 2019: Campeonato Sul-Americano de Clubes – Melhor ponteiro
- 2019: Campeonato NORCECA – Melhor sacador
- 2020: Copa Libertadores – Melhor ponteiro
- 2022: Copa Pan-Americana – MVP e melhor ponteiro